# Снигур, Евгения Валерьевна
Евгения Валерьевна Снигур (укр. Євгенія Валеріївна Снігур; род. 7 марта 1984, Белая Церковь, Киевская область) — украинская легкоатлетка, специалистка по барьерному бегу. Выступала на профессиональном уровне в 2000—2013 годах, обладательница бронзовой медали Всемирной Универсиады, двукратная победительница Кубка Европы, многократная чемпионка Украины в беге с барьерами на 100 и 60 метров, участница летних Олимпийских игр в Пекине. Мастер спорта Украины международного класса.

## Биография
Евгения Снигур родилась 7 марта 1984 года в городе Белая Церковь Киевской области Украинской ССР. Впоследствии постоянно проживала в Харькове и представляла Харьковскую область, состояла в физкультурно-спортивном обществе «Динамо».
Выступала на крупных соревнованиях национального уровня начиная с 2000 года.
В 2001 году вошла в состав украинской сборной и выступила на юношеском мировом первенстве в Дебрецене, где в зачёте бега на 100 метров с барьерами стала четвёртой.
В 2003 году стартовала на юниорском европейском первенстве в Тампере, в барьерном беге на 100 метров заняла шестое место, тогда как в эстафете 4 × 100 метров в финальном забеге украинская команда сошла с дистанции.
В 2005 году в 100-метровом барьерном беге финишировала шестой на Кубке Европы во Флоренции, одержала победу на чемпионате Украины в Киеве, выступила на молодёжном европейском первенстве в Эрфурте.
В 2006 году была шестой на Кубке Европы в Малаге, снова выиграла чемпионат Украины в Киеве.
В 2007 году отметилась победами на Кубке Европы в Мюнхене и на чемпионате Украины в Донецке, в то время как на чемпионате Украины среди студентов в Киеве кроме победы установила свой личный рекорд в беге на 100 метров с барьерами — 12,60. Будучи студенткой, представляла страну на Всемирной Универсиаде в Бангкоке, где стала бронзовой призёркой в той же дисциплине. Помимо этого, выступила на чемпионате мира в Осаке, превзошла всех соперниц на Всемирных военных играх в Хайдарабаде.
В 2008 году в беге на 60 метров с барьерами стала шестой на чемпионате мира в помещении в Валенсии, установив при этом свой личный рекорд — 8,06. В барьерном беге на 100 метров была лучшей на Кубке Европы в Анси и на чемпионате Украины в Киеве. Благодаря череде успешных выступлений удостоилась права защищать честь страны на летних Олимпийских играх в Пекине — в программе 100-метрового барьерного бега не смогла пройти дальше предварительного квалификационного этапа.
В 2009 году завоевала золото на чемпионате Украины в Ялте.
В 2010 году среди прочего стартовала на чемпионате мира в помещении в Дохе, заняла пятое место на чемпионате Европы в Барселоне.
На Всемирных военных играх 2011 года в Рио-де-Жанейро была четвёртой в беге на 100 метров с барьерами и третьей в эстафете 4 × 100 метров.
Завершила спортивную карьеру по окончании сезона 2013 года.
За выдающиеся спортивные достижения удостоена почётного звания «Мастер спорта Украины международного класса».